# فخر أباد (مشكين شهر)
فخر أباد هي مدينة في مقاطعة مشكين شهر، إيران. عدد سكان هذه المدينة هو 999 في سنة 2016.